# Induvalli, Sorab
Induvalli là một làng thuộc tehsil Sorab, huyện Shimoga, bang Karnataka, Ấn Độ.